# 京晋佑
京 晋佑（きょう しんすけ、1964年1月4日 - ）は、日本の元俳優。大阪府堺市出身。アクターズプロモーションに所属していた。

## 経歴・人物
1984年、劇団「第三舞台」に入団したことで役者活動を開始。同劇団の中では他の劇団員に先駆けてテレビドラマなどにも進出し、バラエティ番組でのレギュラー出演も果たしたが、2007年に所属事務所のホームページのリストから名前が消えたことから、引退したと思われる。
2024年4月に大高洋夫のSNSに登場している。

## 出演

### 映画
- メッセンジャー（1999年、東宝） - 細川孝之 役[4]
- missing pages（2005年）[5][注釈 1]

### テレビドラマ
- 月曜ドラマランド『看護婦アカデミー』（1987年3月9日、フジテレビ）
- 恋はハイホー! 第4話「モモコがシッパイ、マリナがスパイ」（1987年11月11日、日本テレビ） - 眠る男 役
- 奇妙な出来事（フジテレビ）
  - 第3回「電話のある風景・長電話」（1989年10月23日）
  - 第17回「笑いの天才」（1990年2月26日）
- 東京ストーリーズ 第34回「土曜の朝に…」（1990年7月16日、フジテレビ）
- 世にも奇妙な物語（フジテレビ）
  - 冬の特別編「帰れない」（1991年1月3日） - 男 役
  - 秋の特別編「地獄のタクシー」（1995年10月4日）
  - 秋の特別編「私は、女優」（1999年9月27日）
- 鎌倉恋愛委員会 第11回「好きや、好きや、好きや」（1991年12月17日、TBS）
- 悪いこと 第12回「道徳」（1992年7月16日、フジテレビ）
- 金曜ドラマシアター『華岡青洲の妻』（1992年10月30日、フジテレビ）
- 妻たちの劇場『あなたにあいたくて』（1993年、フジテレビ）
- Trap-TV 第13・14回「中小路家の惨劇～After the dark～」（1993年7月8日・15日、フジテレビ）
- 都合のいい女（1993年、フジテレビ・木曜劇場） - 八代信吾 役
- 初春ドラマスペシャル『女系家族』（1994年1月3日、テレビ東京）
- 火曜サスペンス劇場『犯罪心理分析官』（1994年10月11日、日本テレビ）
- ハートにS（フジテレビ）
  - 第8回「オトメの放課後・プラクラ編」（1995年5月29日）
  - 第11回「マンスリースペシャル 六月の子羊達」（1995年6月19日） - 主演
- 翼をください!（1996年、フジテレビ）
- 月曜ドラマスペシャル（TBS）
  - 演歌・唱太郎の人情事件日誌2（1997年1月20日） - 万田哲夫 役
  - 浅見光彦シリーズ12 札幌殺人事件（1999年9月20日） - 戸田亘 役
- shin-D『亡霊劇場』（1997年、日本テレビ）
- こんな恋のはなし 第6話「あと3か月の命」（1997年8月7日、フジテレビ・木曜劇場）
- 白線流し 19の春（1997年8月8日、フジテレビ）[7]
- ショムニ 第8話「命がけ!!の社内恋愛」（1998年6月3日、フジテレビ） - 寺崎勝 役
- 花王 愛の劇場（TBS）
  - 風になりたい（1998年） - 春日拓也 役
  - あっとほーむ（2000年） - 榊龍太郎 役
- はみだし刑事情熱系PARTIII 第2話（1998年10月14日、テレビ朝日）
- 夜逃げ屋本舗 第7話「緊急事態発生!!源氏の首に懸賞金!?結婚詐欺師のワナで裏稼業バレる!!」（1999年2月24日、日本テレビ・水曜ドラマ）
- 連続テレビ小説『すずらん』（1999年、NHK総合）
- 女医（1999年、読売テレビ）
- ビューティフルライフ（2000年、TBS）
- 池袋ウエストゲートパーク（2000年、TBS） - 細川 役（ヒカルの母の愛人）
- 土曜ワイド劇場（テレビ朝日）
  - 女弁護士 朝吹里矢子7（2000年9月2日） - 倉持直哉 役
  - 新・赤かぶ検事奮戦記16（2004年） - 矢部享 役
  - 森村誠一の終着駅シリーズ19 死者の配達人（2006年3月25日）[8]  - 各務豊彦 役
  - 牟田刑事官事件ファイル33（2007年6月23日） - 吉村浩二 役
- 愛人の掟・あなたに逢いたくて（2000年、テレビ朝日・金曜ナイトドラマ） - 今村啓介 役
- 金曜エンタテイメント（フジテレビ）
  - OLたちのざけんなョ!!（1993年） - 玉置裕一 役
  - 着物デザイナー 黛涼子の推理紀行2（2001年4月13日） - 佐竹真佐人 役
  - 山村美紗サスペンス 京都女優シリーズ6 大奥殺人事件（2003年8月15日） - 加藤大治朗 役
  - 浅見光彦シリーズ21 熊本・菊池伝説殺人事件（2005年4月1日） - 菊池清文 役
- 嫁はミツボシ。 第6話「衝撃!伸さんが東大出?」（2001年、TBS）
- 山田風太郎 からくり事件帖-警視庁草紙より- 第1話「人も獣も天地の虫」（2001年9月28日、NHK）
- 月曜ミステリー劇場（TBS）
  - かあさん保護司 神崎アイの熱血事件簿（2001年12月17日） - 二郎 役
  - 森村誠一サスペンスシリーズ4 街（2004年7月12日） - 中岡和彦 役
- 人にやさしく（2002年、フジテレビ）[9]
- 火曜時代劇『怪談百物語』第6話「狼男」（2002年10月28日、フジテレビ） - 盗賊（狐面） 役
- 綾辻行人・有栖川有栖からの挑戦状 安楽椅子探偵と笛吹家の一族（2003年）[10]
- 貫太ですッ!（2003年、東海テレビ） - 豊泉淳一郎 役
- BSミステリー『松本清張特別企画・喪失の儀礼』（2003年11月30日、BSジャパン）
- 相棒 season3 第15話「殺しのピアノ」（2005年2月23日、テレビ朝日） - 柴耕太郎 役
- いま、会いにゆきます 第3話「約束」（2005年7月17日、TBS）

### テレビ番組
- おはなしのくに「かいぞくポケット」（2001年5月、NHK教育）[11]

### ラジオドラマ
- 青春アドベンチャー（NHK-FM）
  - ジュラシック・パーク（1993年）[12]
  - 紅はこべ（1994年）[13]
  - カルパチア綺想曲（1994年）[14]
  - BANANA FISH（1994年 - 1995年） - ケイン・ブラッド 役
  - ウェディング・ウォーズ（1995年）[15]
  - エデン2185（2000年）[16]
- FMシアター 遭遇（1994年） [17]
- ポップスライブラリー 「沙羅は和子の名を呼ぶ」から（2004年）[18]
- 歌謡ドラマ 学生時代（2005年）[19]

### 舞台
- 第三舞台『デジャ・ヴ'86』（1986年）[20]
- ZAZOUS THEATER『モノクローム・ビュー』（1987年）[21]
- 自転車キンクリート『リンゴ畑のマーティン・ピピンその2』（1988年）[22]
- 自転車キンクリート『ほどける呼吸』（1988年）[23]
- 自転車キンクリート『MIDNIGHT UPRIGHT（1988年）[24]
- 自転車キンクリート『水に絵を描く』（1989年） - 滝本涼一 役[25]
- 第三舞台『ピルグリム』（1989年）[26]
- 広島に原爆を落とす日（1989年）[27]
- さようなら騎士たち（1990年）[28]
- 第三舞台『ビー・ヒア・ナウ』（1990年） - 京 役[29]
- 夜明けの花火（1990年）[30]
- 第三舞台『朝日のような夕日をつれて'91』（1991年）[31]
- 自転車キンクリート『朝（あした）は、七時』（1991年） - 清造 役[32][注釈 2]
- 自転車キンクリート『ありがちなはなし』（1991年） - ロミオ 役[35]
- ヴァンプ・ショウ（1992年） - 島 役[36]
- 自転車キンクリート『絢爛とか爛漫とか』（1993年） - 古賀 役[37]
- 第三舞台『スナフキンの手紙』（1994年）[38]
- 夏の夜の夢（1994年）[39]
- 忠臣蔵ブートレッグ（1995年） - 瓦版屋晋造 役[40]
- フラワーズカンパニー『やっぱりあなたが一番いいわ』（1995年） -  井上 役[41]
- 自転車キンクリート『ソープオペラ』（1995年） - 椎名 役[42]
- 劇団ショーマ『ゲームの名前』（1996年）シアターアプル
- 第三舞台『リレイヤーIII』（1996年）[43]
- サイレントヒート（1997年）
- 自転車キンクリートSTORE『第17捕虜収容所』（1997年） - プライス 役[44]
- 加藤健一事務所『Prelude To A Kiss』（1998年） - ピーター 役[45][46]
- きららの指輪たち（1998年）[47]
- 自転車キンクリートSTORE『絢爛とか爛漫とか』モダンボーイ版（1998年） - 古賀 役[48]
- パ・ド・ドゥ（1999年） - 名塚憲治 役[49]
- 劇団☆新感線『LOST SEVEN』（1999年） - タンロウ 役[50]
- 犬を使う女（1999年）[51]
- 犬夜叉（2000年） - 弥勒 役[52]
- パ・ド・ドゥ（2000年） - 名塚憲治 役[53]
- ロス・タラントス（2000年）[54]
- 第三舞台『ファントム・ペイン』（2001年）[55]
- フォーティンブラス（2003年） - 木下正美 役[56]
- 天使は瞳を閉じて（2003年） - トシオ 役[57]
- 燃えよ剣（2004年）[58] - 藤堂平助 役
- 近江谷太朗プロデュース PLAYMATE『SWAP 2004』（2004年）[59]
- 男性の好きなスポーツ（2004年） - アベソウタ 役[60]
- バクマツバンプー（2005年） [61]

### バラエティ
- IQエンジン（1988年 - 1989年、フジテレビ）
- 土曜!コネクション（1990年、フジテレビ） - 科学コーナー担当